# بارك تشونغ هي
بارك تشونغ هي (وُلد 30 سبتمبر، 1917 - توفي 26 أكتوبر، 1979) فريق أول في جيش الجمهورية الكورية، ورئيس كوريا الجنوبية الثالث من 1962 حتى اغتياله في عام 1979، بعد استيلائه هو الاخر على السلطة في انقلاب 16 مايو عام 1961. يُعتبر أحد أكثر القادة أهمية في التاريخ الكوري، على الرغم من أن إرثه كديكتاتور عسكري لا يزال يسبب الجدل.

## سيرته
في عام 1962، تولى بارك جونغ (تشونغ) مقاليدَ الحكم نتيجةَ الانقلاب العسكري الذي قاده في كوريا الجنوبية، وحكَم بقبضة من حديد بصفته رئيسًا عسكريًّا غيرَ منتخَب، ورئيسًا للمجلس الأعلى لإعادة البناء الوطني، حتى نُصِّبَ رئيسًا منتخبًا رسميًّا عام 1963، وظلَّ في الحُكم 16 عامًا حتى اغتياله في 26 أكتوبر عام 1979.
ويرجع إليه الفضلُ في النهضة الاقتصادية الشاملة التي شهدتها كوريا الجنوبية؛ من صناعة ونموٍّ اقتصادي سريع؛ نتيجةَ قراره الحكيم باتباع سياسة التصنيع للتصدير.، ولكن ظلَّ تاريخه مَشوبًا بظلال الطغيان و(الديكتاتورية) منذ تولِّيه الحكم مباشرة بعد قيادته للانقلاب العسكري، إضافةً إلى ما قام به من تعديلات دستورية لتعزيز سُلطته المطلَقة وضمان بقائه في الحُكم.
في عام 1999، أعلنت مجلة تايم اسمه ضمن أفضل عشَرة «آسيويين في القرن العشرين»، وحتى الآن يبقى بارك تشونغ هي محورًا للجدَل؛ إذ انقسمت الآراء فيه بين من يشيد بدوره القيادي الرائع والعظيم في بناء كوريا الجنوبية وإحيائها من جديد بعد الحرب الكورية الشنعاء، وبين من يدين سياساته الاستبدادية (الديكتاتورية) المقيِّدة للحرِّيات، خاصة ما اتخذه من قرارات وما اتبعه من سياسات فيما بعد 1971.

## اغتياله
في أثناء سعيه للترشُّح لولاية رئاسية ثالثة عام 1971، دعا رئيسُ جهاز الخدمة الاستخباراتية الكورية المسؤولُ عن حماية الرئيس، كيم جاي غو (Kim Jae-gyu) الرئيسَ بارك تشونغ لتقديم وعود قاطعة لناخبيه بعدم الترشُّح لولاية رابعة. وبعد فوزه بالسباق الرئاسي، تنكَّر بارك لوعوده ومرَّر تعديلات دستورية جمعَ بها السُّلطةَ التشريعية والتنفيذية كلها بيده. وعقب حادثة اغتيال زوجته عام 1974، عيَّن بارك العسكريَّ شا جي شول (Cha Ji-chul) مسؤولًا عن حراسته الشخصية، ممَّا أغضب كيم جاي غو الذي عدَّ ذلك إهانةً له.
وتصاعدَت حدَّة الاحتقان السياسي بكوريا الجنوبية عام 1979 عند مطالبة السياسي المعارض كيم يانغ سام (Kim Young-sam) الأميركيين بوقف دعمهم لدكتاتورية بارك. فهدَّد بارك الأميركيين بطرد سفيرهم في حال تلبيتهم لمطالب هذا السياسي المعارض. وفي الوقت نفسه شهدت العديد من مدن كوريا الجنوبية تحرُّكات احتجاجية طالبت بإصلاح سياسي شامل في البلاد. وبهذا الجوِّ السياسي المضطرب والمحتقن، حضرَ الرئيسُ بارك يوم 26 أكتوبر (تشرين الأول) 1979 عشاءً أُقيم بمقرِّ خدمة الاستخبارات الكورية. وعقب مشادَّة كلامية بينه وبين كيم جاي غو، غادر الأخيرُ القاعةَ غاضبًا، ثم عاد حاملًا بيده مسدَّسًا وجَّه منه رصاصاتٍ قاتلةً نحو بارك وأربعة من حرَّاسه، كان منهم شا جي شول، وسائقُ السيارة الرئاسية.
أثار اغتيالُ بارك العديدَ من الشكوك؛ فعلى حين عزا كيم جاي غو قتلَه للرئيس إلى قمعه للمظاهرات، ادَّعى آخرون قيام كيم بمحاولة انقلابية مخفقة مدعومة من المخابرات الأميركية. وقد مثَلَ كيم جاي غو أمام المحكمة التي أصدرت عليه حكمًا بالإعدام شنقًا، نُفِّذ يوم 26 من مايو (أيار) 1980م.

## كتابات أخرى
- Park، Chung-hee (1970). Our Nation's Path: Ideology of Social Reconstruction. Hollym Publishers.
- Clifford، Mark L. (1993). Troubled Tiger: Businessmen, Bureaucrats and Generals in South Korea. Armonk, New York: M.E. Sharpe. ISBN:978-0765601414. مؤرشف من الأصل في 2020-01-04.
- Kim, Byung-kook and Ezra F. Vogel، المحرر (2011). The Park Chung Hee Era: The Transformation of South Korea. Harvard University Press. ISBN:978-0674058200.
- Kim، Hyung-A (2003). Korea's Development Under Park Chung Hee (ط. annotated edition edition). Routledge. ISBN:978-0415323291. {{استشهاد بكتاب}}: |طبعة= يحتوي على نص زائد (مساعدة)
- Kim, Hyung-A and Clark W. Sorensen، المحرر (2011). Reassessing the Park Chung Hee Era, 1961-1979. Center for Korea Studies, University of Washington. ISBN:978-0295991405.
- Lee، Byeong-cheon (2005). Developmental Dictatorship and The Park Chung-Hee Era: The Shaping of Modernity in the Republic of Korea. Paramus, New Jersey: Homa & Sekey Books. ISBN:978-1931907354. مؤرشف من الأصل في 2020-01-04.
- Lee، Chong-sik (2012). Park Chung-Hee: From Poverty to Power. The KHU Press. ISBN:978-0615560281.

## وصلات خارجية
- بارك تشونغ هي على موقع الموسوعة البريطانية (الإنجليزية)
- بارك تشونغ هي على موقع مونزينجر (الألمانية)
- بارك تشونغ هي على موقع إن إن دي بي (الإنجليزية)
- 日韓条約批准書交換に関する朴正煕韓国大統領談話 (باليابانية)
- BBC News' "On this day": a recollection of Park's assassination.
- North Korean International Documentation Project (NKIDP)
- NKIDP: Crisis and Confrontation on the Korean Peninsula: 1968–1969, A Critical Oral History
- Casey Lartigue, Jr. (20 يوليو 2011). "Park Chung-hee: Dictator or benevolent autocrat?". Center for Free Enterprise. مؤرشف من الأصل في 2012-03-16.
- الفيلم القصير STAFF FILM REPORT 66-18A (1966) متوفر للتحميل من موقع أرشيف الإنترنت [المزيد]